# Alba Quintanilla
Alba Quintanilla   (Mérida, 11 de juliol de 1944) és una compositora, arpista, clavicembalista, pianista, directora i pedagoga veneçolana.

## Biografia
Quintanilla va néixer a Mèrida (Veneçuela), i va estudiar música amb els seus pares.
Posteriorment es va matricular a l'Escola de Música José Ángel Lamas, on va estudiar piano, arpa, clavicèmbal, composició i direcció. Entre els seus instructors hi havia Vicente Emilio Sojo, Raimundo Pereira, Juan Bautista Plaza, Gonzalo Castellanos Yumar, Evencio Castellanos, Cecilia de Majo, Evelia Taborda, Lidya Venturini i Pablo Manelski. També va estudiar composició a Varsòvia i Mannheim. Quintanilla va ser la primera dona que va dirigir l'Orquestra Simfònica de Veneçuela. Ha actuat com a pedagog a tot Veneçuela, fent classes en diversos conservatoris i escoles de música.
Des de 1985 fins a 1990 va ser directora de l'Escola de Música Juan Manuel Olivares a Caracas. També ha exercit com a directora del conservatori a Maracay. Com a compositora ha produït diverses cantates i altres obres vocals, així com música de cambra, obres de piano i peces corals.
La seva música ha obtingut diversos premis i premis al llarg de la seva carrera.